# Gerda Ganzer
Gerda Ganzer, z domu Quernheim (ur. 15 grudnia 1907 w Oberhausen, zm. 3 lipca 1996 w Mülheim an der Ruhr) – pielęgniarka, niemiecka więźniarka funkcyjna w hitlerowskim obozie koncentracyjnym Ravensbrück i zbrodniarka wojenna.
Podczas II wojny światowej uwięziona w obozie dla kobiet w Ravensbrück. W związku z tym, iż była z zawodu pielęgnarką, SS uczyniło z Ganzer więźniarkę funkcyjną. Została ona główną pomocnicą (a także kochanką) zbrodniczego obozowego lekarza SS Rolfa Rosenthala. Pomagała mu w przeprowadzaniu pseudoeksperymentów medycznych na więźniarkach obozu, a także dusiła własnymi rękami niemowlęta urodzone w Ravensbrück.
W czwartym procesie załogi Ravensbrück w 1948 Ganzer została skazana początkowo na karę śmierci przez powieszenie przez brytyjski Trybunał Wojskowy w Hamburgu. Karę tę zamieniono jej jednak następnie na dożywocie. Ostatecznie więzienie opuściła już w 1955.